# Arnarfjörður

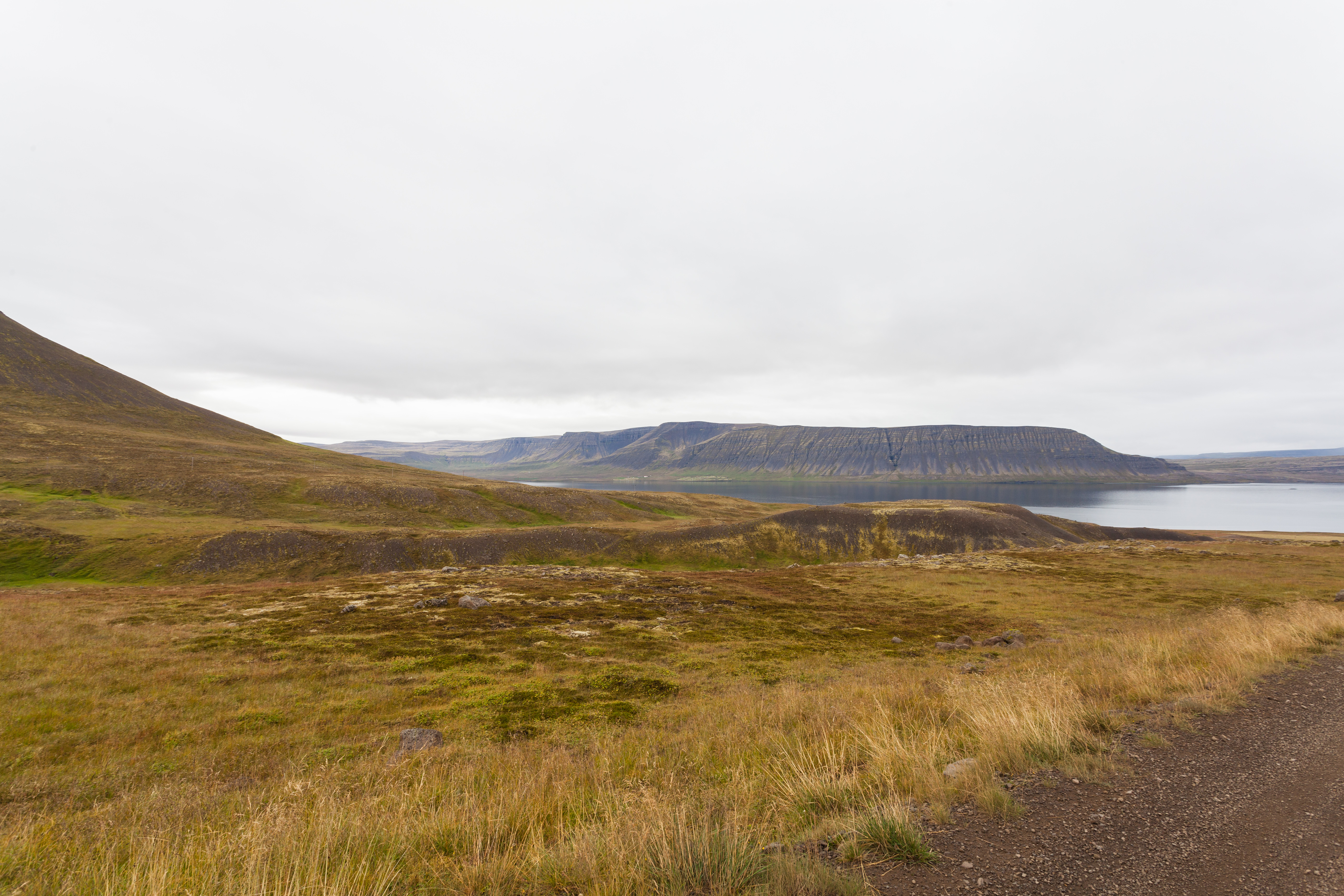
Arnarfjörður

Arnarfjörður es un fiordo situado al noroeste de Islandia. Por su extensión es el segundo de la región de Vestfirðir después del de Ísafjarðardjúp. Allí desemboca la cascada de Dynjandi. Alberga el aeropuerto de Bíldudalur, en la localidad del mismo nombre.